# Rayón, Chiapas
Rayón är en ort i Mexiko.   Den ligger i kommunen Rayón och delstaten Chiapas, i den sydöstra delen av landet, 700 km öster om huvudstaden Mexico City. Rayón ligger 1 345 meter över havet och antalet invånare är 4 643.
Terrängen runt Rayón är kuperad västerut, men österut är den bergig. Runt Rayón är det ganska tätbefolkat, med 86 invånare per kvadratkilometer. Närmaste större samhälle är Pueblo Nuevo Jolistahuacan, 12,7 km öster om Rayón. I omgivningarna runt Rayón växer i huvudsak städsegrön lövskog.